# Francesco Sapio
Francesco Sapio (Castel Volturno, 6 febbraio 1943) è un politico italiano.
Architetto, originario di Castel Volturno, è stato deputato nella IX e X legislatura dal 1983 al 1992 con il PCI-PDS.